# Steiner feladványa
Steiner feladványa, amit Jacob Steiner vetett fel és oldott meg 1850-ben, annak a kérdésnek a megválaszolása, hogy az
{\displaystyle f(x)=x^{1/x}}
valós függvénynek hol van maximuma.
A maximum {\displaystyle x=e}-nél van, ahol e a természetes logaritmus alapját jelöli.
Ezt a következőképpen lehet belátni. Mivel a természetes logaritmus szigorú monoton növekvő, {\displaystyle f}-nek ugyanott van a maximuma, mint {\displaystyle g}-nek, ahol
{\displaystyle g(x)=\ln f(x)={\frac {\ln x}{x}}}
A {\displaystyle g} függvény deriváltja
{\displaystyle g'(x)={\frac {1-\ln x}{x^{2}}}}.
Azt látjuk, hogy {\displaystyle g'(x)} pozitív, amikor {\displaystyle 0<x<e}, és negatív, amikor {\displaystyle x>e}. Ebből következik, hogy {\displaystyle g(x)} (és így {\displaystyle f(x)}) növekszik, amikor {\displaystyle 0<x<e}, és csökken, amikor {\displaystyle x>e}. Így {\displaystyle x=e} az egyetlen, globális maximuma {\displaystyle f(x)}-nek.

## Fordítás
- Ez a szócikk részben vagy egészben a Steiner's calculus problem című angol Wikipédia-szócikk ezen változatának fordításán alapul.  Az eredeti cikk szerkesztőit annak laptörténete sorolja fel. Ez a jelzés csupán a megfogalmazás eredetét és a szerzői jogokat jelzi, nem szolgál a cikkben szereplő információk forrásmegjelöléseként.